# Ceaurești, Argeș
Ceaurești este un sat în comuna Poienarii de Argeș din județul Argeș, Muntenia, România.